# Attraversami il cuore
Attraversami il cuore è l'undicesimo album in studio di Paola Turci, pubblicato il 2 ottobre 2009 dall'etichetta discografica Universal. È il primo disco dell'artista pubblicato per questa etichetta.
Anticipato dal singolo La mangiatrice di uomini, L'album è stato prodotto, arrangiato e realizzato da Alessandro Canini. Il secondo singolo estratto è stato il brano che ha dato il titolo all'intera opera, Attraversami il cuore.
Nell'album è contenuta anche una cover del noto brano Dio, come ti amo di Domenico Modugno, mentre sono presenti collaborazioni con Marcello Murru, Francesco Bianconi, leader della band Baustelle, e Paolo Fresu.

## Tracce
CD (Universal 3000198 (UMG)
1. Sono io – 3:37 (P. Turci)
2. La mangiatrice di uomini – 3:39 (F. Bianconi)
3. Attraversami il cuore – 3:44 (testo: F. M. Murru – musica: P. Turci)
4. Nel nome di chi – 2:56 (testo: F. M. Murru – musica: P. Turci)
5. Dio, come ti amo – 3:02 (D. Modugno)
6. Intanto mi sorprendo – 3:51 (testo: F. M. Murru – musica: P. Turci)
7. Piccola canzone d'amore – 2:38 (P. Turci)
8. Sono io (Reprise) – 3:40 (P. Turci)

Durata totale: 27:07

## Formazione
- Paola Turci – voce, chitarra acustica, percussioni, shaker
- Andrea Pesce – pianoforte
- Davide Aru – chitarra classica
- Alessandro Canini – batteria, basso, chitarra acustica, chitarra elettrica, armonica, percussioni, slide guitar, organo Hammond, pianoforte
- Clemente Ferrari – fisarmonica, charango, pianoforte, Fender Rhodes, sintetizzatore
- Fernando Pantini – chitarra acustica, chitarra elettrica, chitarra a 12 corde
- Pierpaolo Ranieri – contrabbasso
- Gino Canini – flicorno
- Paolo Fresu – flicorno

## Classifica
| Posizione | 26 | 26 | 48 | 56 | 60 | 98 | - |